# Società Ginnastica Milanese Forza e Coraggio
La Società Ginnastica Milanese Forza e Coraggio è un'associazione sportiva con sede a Milano fondata il 1870. Comprende diverse discipline sportive: atletica leggera, arti marziali, pugilato, calcio, ginnastica artistica, ginnastica ritmica, pallavolo, scherma e tennis. È tra le più antiche società milanesi e lombarde.

## Storia
Le origini della SGM Forza e Coraggio risalgono al 1867, quando il comune di Milano fece realizzare una palestra in corso di Porta Romana i cui frequentatori decisero di fondare un sodalizio sportivo, decisione concretizzata il 24 marzo 1870 con la fondazione della Società Ginnastica Milanese.
Il 10 agosto 1883 la Società Ginnastica Milanese vide una scissione con la creazione Società Ginnastica Pro Patria Milano e inserì nella propria denominazione "Forza e Coraggio" per distinguersi dalla neonata società.
Nel 1896 la Società Ginnastica Milanese Forza e Coraggio fu parte attiva nella creazione dell'Unione Pedestre Italiana, antesignana della Federazione Italiana di Atletica Leggera.
La sezione dedicata alla scherma fu introdotta il 17 marzo 1876, mentre il 23 giugno dello stesso anno fu attivata la sezione di tiro a segno. Il 12 aprile fu aperta una sezione velocipedistica.

## Le sezioni

### Atletica leggera
La sezione femminile di atletica leggera negli anni 1920 fu tra le più forti in Italia: dal 1923 al 1928 le sue atlete, guidate da Emilio Brambilla, conquistarono sedici titoli nazionali. Tra le atlete più titolate si ricordano Amelia Schenone, Bruna Pizzini, Luigia Bonfanti, Maria Bonfanti e Bruna Bertolini.
Dopo gli anni d'oro della prima metà del Novecento, la sezione atletica fu riattivata nel 1973.

### Calcio
Il calcio risultava praticato nella SGM Forza e Coraggio già nel 1921. Dopo un lungo periodo di assenza, all'inizio del XXI secolo è tornato con un totale di 25 squadre tra giovanili e agonistiche.

### Ginnastica artistica e ritmica
Come intuibile dal nome, la storia della SGM Forza e Coraggio è legata soprattutto alla ginnastica. Due atleti della Forza e Coraggio furono vincitori di medaglia d'oro olimpica: Ferdinando Mandrini ad Anversa 1920 e Parigi 1924 e Giuseppe Paris sempre a Parigi 1924.
Negli anni 1960 la ginnastica artistica è stata affiancata da quella ritmica, anche in questo caso con prestigiosi risultati nazionali e internazionali. Tra le atlete di spicco della Forza e Coraggio è sicuramente da ricordare Giulia Staccioli, 52 volte in maglia azzurra con due partecipazioni olimpiche e quattro ai mondiali ed europei.
Dal 2000 al 2011 la squadra di ginnastica artistica maschile ha militato in serie A, mentre quella femminile arrivò in serie A nel 1996.

### Pallacanestro
La pallacanestro fu attiva nella SGM Forza e Coraggio negli anni 1920, quando ancora non esisteva la Federazione Italiana Pallacanestro. Fu la Forza e Coraggio a organizzare il secondo e il terzo campionato italiano di pallacanestro femminile nel 1925 e 1926 e la sua squadra ebbe un ruolo importante nello sviluppo del movimento in Italia. Le sue atlete Bruna Bertolini e Giuseppina Ferrè vestirono la maglia nazionale.

### Pallavolo
La SGM Forza e Coraggio fu l'organizzatrice dei primi due campionati italiani di pallavolo, tenutisi nel 1925 e 1926 presso l'impianto di via Gallura. Negli anni 2000 è stato rilanciato il settore con le squadre maschile e femminile che competono nei campionati di prima divisione; la squadra maschile nel 2013 fu promossa in serie B2.

### Scherma
La sezione di scherma è attiva dal 17 marzo 1876.

### Tennis
Il tennis è tra gli sport entrati più recentemente nei programmi della SGM Forza e Coraggio, sebbene i documenti storici testimoniano 170 tennisti iscritti nel 1925.

## Il centro sportivo Forza e Coraggio
L'impianto sportivo utilizzato dalla SGM Forza e Coraggio è situato a Milano in via Gallura: fu realizzato dalla società nel 1922 per volontà dell'allora presidente Angelo Radaelli ed è il terzo più antico impianto sportivo di Milano dopo l'Arena Civica e il campo Pirelli.
Questo impianto fu sede di diverse manifestazioni nazionali e internazionali: si tennero qui la prima edizione dei campionati italiani femminili di atletica leggera nel 1923 e quella del 1925; nel 1936 ospitò il campionato italiano maschile, mentre nel settembre del 1927 ospitò il primo incontro internazionale di atletica leggera femminile. Nel 1928 fu sede delle gare di selezione per la nazionale di ginnastica femminile per i Giochi olimpici di Amsterdam 1928 e lo stesso anno qui fu organizzato un incontro della nazionale italiana femminile di pallacanestro contro la rappresentativa canadese.